# Entre Rios (Santa Catarina)
Entre Rios is een gemeente in de Braziliaanse deelstaat Santa Catarina. De gemeente telt 3.104 inwoners (schatting 2009).